# Deutsche Feldhandball-Meisterschaft 1956
Die Deutsche Feldhandball-Meisterschaft 1956 wurde in einem Endrundenturnier zwischen dem 10. Juni und dem 30. Juni 1956 ausgespielt. Das Turnier war die siebte vom DHB ausgerichtete Meisterschaftsrunde im Feldhandball der Männer. Das Endspiel fand am 30. Juni 1956 vor 20.000 Zuschauern im Wuppertaler Stadion am Zoo statt.
Neuer Deutscher Meister wurde die SV Bayer 04 Leverkusen. Der Vizemeister des Vorjahres besiegte im Endspiel die SG Leutershausen mit 15:8 und konnte damit den ersten Feldhandball-Meistertitel seiner Vereinsgeschichte feiern.

## Modus
Erneut wurde der Modus geändert, diesmal aber zu einer Form, die in den Grundzügen bis zur Einführung der Feldhandball-Bundesliga 1967 beibehalten wurde: 16 Mannschaften traten in einem Ausscheidungsturnier im K.-o.-System mit Vorrunde (Achtelfinale), Zwischenrunde (Viertelfinale) und Halbfinale gegeneinander an, die Sieger des Halbfinales bestritten das Endspiel; Platzierungsspiele wurden nicht durchgeführt.
Die folgenden 15 Mannschaften hatten sich über die jeweiligen Regionalmeisterschaften direkt für die Vorrunde des Turniers qualifiziert:
Norddeutsche Meisterschaft:
1. THW Kiel

SV Polizei Hamburg (Titelverteidiger)
Polizei SV Hildesheim
ATSV Habenhausen
Westdeutsche Meisterschaft:
1. SV Bayer 04 Leverkusen
2. SV Westerholt

VfL Gummersbach
BSV Solingen 98
Südwestdeutsche Meisterschaft:
1. SV Harleshausen
2. SG Dietzenbach

Süddeutsche Meisterschaft:
1. TC Frisch Auf Göppingen

TSV Zuffenhausen 1899
SG Leutershausen
TSV 1860 Ansbach
Berliner Landes-/Regionalmeisterschaft:
1. Berliner SV 1892 (Deutscher Meister (Halle) 1956)

Dazu kam als 16. Mannschaft der dritte der Südwestdeutschen Meisterschaft, TV 07 Hörnsheim, der den SSC Südwest Berlin, Vizemeister des Berliner Handballverbands, in einem Qualifikationsspiel am 3. Juni 1956 mit 15:11 geschlagen hatte.
Die Spieldauer betrug 2 × 30 Minuten, bei Gleichstand nach regulärer Spielzeit wurde eine Verlängerung von 2 × 10 Minuten durchgeführt.

## Turnierverlauf
In der Vorrunde setzten sich die favorisierten Mannschaften in ihren Heimspielen durch, mit zwei Ausnahmen: Der knappe Erfolg des Badischen Meisters aus Leutershausen beim Westdeutschen Vizemeister SV Westerholt war überraschend, der deutliche Erfolg der Gummersbacher in Berlin beim BSV 1892 dagegen kam einer Sensation gleich, immerhin waren die Berliner im Frühjahr Deutscher Meister im Hallenhandball geworden.
Die Zwischenrunde brachte dann das große Favoritensterben der norddeutschen DHB-Altmeister. Sowohl der THW Kiel als auch Titelverteidiger SV Polizei Hamburg unterlagen ihren Gegnern aus Gummersbach bzw. Leutershausen: Der THW war im Auswärtsspiel gegen Gummersbach immer im Rückstand; die Hamburger dagegen sahen zur Halbzeit vor 6.000 Zuschauern in Weinheim noch wie der sichere Sieger aus (6:3 aus Hamburger Sicht), ehe sie sich dem größeren Einsatz der SGL knapp geschlagen geben mussten. Bayer Leverkusen setzte sich wie in der Vorrunde klar durch und unterstrich auch gegen Zuffenhausen seine Favoritenrolle.
Nachdem die Leverkusener im Halbfinale in Stuttgart Göppingen förmlich schwindlig spielten, Leutershausen dagegen im Heimspiel Gummersbach zwar letztlich klar, aber mühevoller besiegte, galt der Westmeister als Favorit im Endspiel gegen den nordbadischen Dorfverein – und konnte diese Rolle auch eindrucksvoll bestätigen.

### Vorrunde
10. Juni
SV Bayer 04 Leverkusen – Polizei SV Hildesheim: 19:8
SV Westerholt – SG Leutershausen: 7:9
TC Frisch Auf Göppingen – BSV Solingen 1898: 18:4
THW Kiel – TSV 1860 Ansbach: 13:11
SV Harleshausen – ATSV Habenhausen: 9:3
Berliner SV 1892 – VfL Gummersbach: 8:14
TSV Zuffenhausen 1899 – SG Dietzenbach: 10:9
SV Polizei Hamburg – TV 07 Hörnsheim: 10:9

### Zwischenrunde
17. Juni
SV Bayer 04 Leverkusen – TSV Zuffenhausen 1899: 16:8
SG Leutershausen – SV Polizei Hamburg: 10:9
SV Harleshausen – TC Frisch Auf Göppingen: 12:13
VfL Gummersbach – THW Kiel: 10:8

### Halbfinale
24. Juni
TC Frisch Auf Göppingen – SV Bayer 04 Leverkusen: 6:13
SG Leutershausen – VfL Gummersbach: 11:6

### Endspiel
30. Juni
SV Bayer 04 Leverkusen – SG Leutershausen: 15:8 (9:5)